# Frost-Gletscher
Der Frost-Gletscher ist ein Gletscher an der Banzare-Küste des ostantarktischen Wilkeslands. Er mündet in das Kopfende der Porpoise Bay.
Der US-amerikanische Kartograf Gardner Dean Blodgett kartierte ihn 1955 anhand von Luftaufnahmen der Operation Highjump (1946–1947). Das Advisory Committee on Antarctic Names benannte ihn im selben Jahr nach John Frost, Bootsmann auf der Porpoise während der United States Exploring Expedition (1838–1842) unter der Leitung des US-amerikanischen Polarforschers Charles Wilkes.